# Малеванский, Григорий Васильевич
Григорий Васильевич Малеванский (1840—?) — русский педагог, профессор Нежинского историко-филологического института; переводчик.

## Биография
Родился 10 (22) января 1840 года в семье священника села Андрушевка Житомирского уезда Волынской губернии Василия Малеванского. Старшим сыном Василия Малеванского был Стефан, ставший в 1885 году епископом.
По окончании Киевской духовной семинарии, в 1861 году был определён священником в село Андрушевка. В 1865 году поступил в Киевскую духовную академию, которую окончил в 1869 году  со степенью магистра богословия и был определён исправляющим должность доцента академии, а с 1870 года доцентом по кафедре основного богословия. С 1873 года он был также законоучителем в киевском институте благородных девиц. В 1877 году вышел из духовного сословия со снятием с него священного сана.
В 1878 году на историко-филологическом факультете Киевского университета сдал экзамен на звание учителя греческого языка в гимназии и 16 февраля 1879 года был назначен преподавателем греческого языка в Глуховскую мужскую прогимназию.
В 1883 году, с 16 февраля, состоял классным наставником в Нежинском историко-филологическом институте, а с 14 декабря исправляющим должность экстраординарного профессора института по кафедре философии. В 1889—1891 и 1895—1897 годах был членом Правления института. С 17 марта 1899 года был назначен инспектором института, с оставлением его в исправляемой им должности экстраординарного профессора.
Был награждён орденами: Св. Станислава 3-й степени (28.12.1890), Св. Анны 3-й степени (01.01.1895).
Точная дата кончины Г. В. Малеванского до сих пор (2025 год) не установлена. Определенно можно сказать, что произошла она после 1902 года, когда вышла в свет последняя публикация автора.

## Публикации
- Человек в ряду существ природы, как образ Божий. Психологические очерки // Труды Киевской духовной академии. 1867. — № 7. — С. 36-87; № 9. — С. 297—360
- Догматическая система Оригена Александрийского // Труды Киевской духовной академии. 1870. — № 1. — С. 76-148; № 2. — С. 293—401; № 3. — С. 513—610; № 4. — С. 3-107; № 5. — 245—323; № 6. — С. 495—567; № 7. — С. 3-82.
- System der christlichen Apologetik, von Franz Delitzsch. Leipzig. 1869 // Труды Киевской духовной академии. 1871. — № 11. — С. 313—322.
- Das Christenthum und die Einspruche Seiner Gegner, eine Apologetik fur jeden Gebildeten, von Dr. Christian Hermann Vosen. 3‑te Auflage, 1870 // Труды Киевской духовной академии. 1872. — № 2. — С. 376—380.
- О духовной природе человека. Против материализма и дарвинизма // Православное обозрение. 1873. — 1‑е полугодие. — С. 537—568; 723—769.
- Вера в Бога, как всеблагого миропромыслителя и верховного мироправителя (опыт теодицеи в виду новейших антитеистических направлений философской и богословской мысли // Труды Киевской духовной академии. 1874. — № 2. — С. 111—136; № 4. — С. 1-47; № 7. — С. 1-71; № 9. — С. 429—490.
- Духовное начало психических явлений // Православное обозрение. — 1875.
- Учение о промысле Божием. Опыт теодицеи // Труды Киевской духовной академии. — 1876.
- О происхождении и первоначальной форме политеизма // Труды Киевской духовной академии. 1876. — № 9. — С. 500—556; № 11. — С. 297—356; 1877. — № 1. — С. 3-75.
- Диалоги Платона. Тимэй (или О природе вещей) и Критий / Пер. с прим. и введ. Г. В. Малеванского. — Киев: тип. Г. Т. Корчак-Новицкого, 1883. — [4], 238, 36, 28, [1] с.
- Музыкальная и астрономическая система Платона в связи с другими системами древности // Труды Киевской духовной академии. 1883. — № 2. — С. 278—313.
- Нравственные принципы и характеры древних греческих философов. — Киев: тип. Имп. Ун-та св. Владимира, 1897. — [2], 96 с.
- Опыт о свободе воли. — 1899.
- Памяти Николая Ефремовича Скворцова, второго директора Историко-филологического института в г. Нежине. — Нежин: типо-лит. М. В. Глезера, 1902. — 145 с., 1 л. портр.

## Семья
Был женат дважды. Вторая жена — Мария Ивановна, урождённая Иванова. Их дети: Виктор (1881—1923) — военный врач; Леонид (1884—?). Правнучка — Марианна Николаевна Седова.